# シンクロニカ

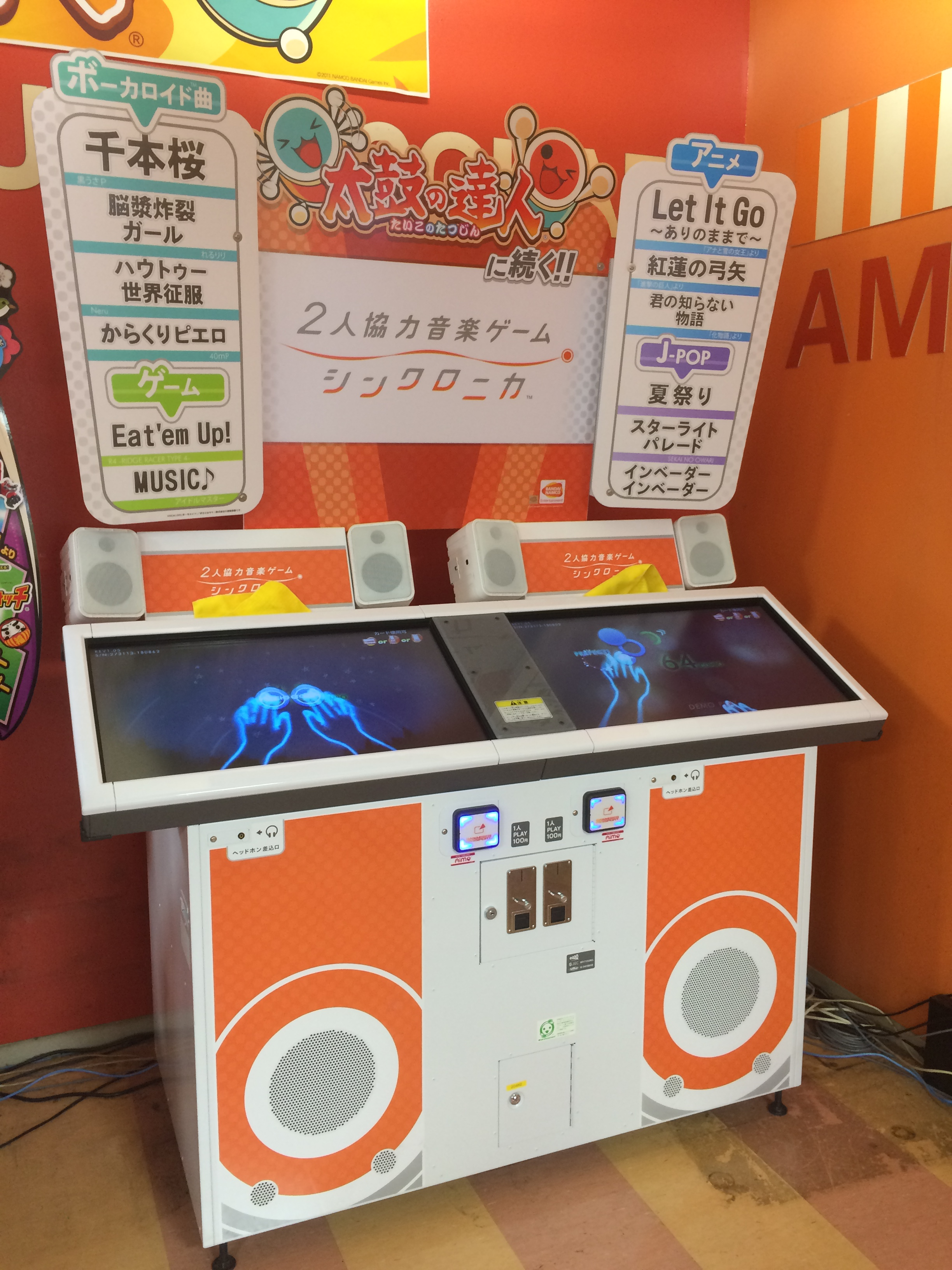
シンクロニカ（旧バージョン）

『シンクロニカ』（Synchronica）とはバンダイナムコエンターテインメントより発売され、2015年6月18日に稼働を開始したアーケードゲーム。ジャンルは2人協力音楽ゲーム。
キャッチコピーは「1人で超気持ちいい、2人ならもっと楽しい!」。

## 概要
一筐体に2つの巨大なタッチパネルが並ぶように配置されており、プレイヤー1人または2人からのプレーが可能。
タイトルが示すように「シンクロ」をゲームのテーマとして掲げており、協力プレイによるプレイヤー同士の、あるいは楽曲と譜面とのシンクロ性を追求したゲームデザインがなされている。そのため、本ゲームにおける2人プレイは対戦要素よりも「相互協力プレイ」を前面に押し出した内容となっている。
基本的な操作方法は画面上に現れるノーツに合わせてタッチパネルを直接タッチするのみであり、画面をタッチすると接触点から様々なビジュアルが生まれ、楽曲や背景とのシンクロ感が楽しめる仕様となっている。
難易度は、「NORMAL」、「ADVANCED」、「TECHNICAL」の3種類。一部楽曲に最高難度の「PANDORA」がある。ミスなしで全てのノーツ取った場合は、「FULL COMBO」となる。
ICカード「バナパスポート」及び相互利用が可能な「Aime」に対応しており、連動サイトにログインすることでプレイヤー情報の保存ができる。
2016年7月21日より筐体デザインやシステムをリニューアルした新バージョンが稼働開始した。
2019年9月30日をもってオンラインサービスを終了。以降はオフラインでの稼働となった。それに伴い「音のアトリエ」などバナパスポートが必要になる要素は使用不可になった。

## ノーツの種類
タッチ
青い丸型のノーツ。マーカーにボールが重なったタイミングでタッチする。
ホールド
赤い丸型のノーツ。マーカーにボールが重なったタイミングでタッチし、外枠が一周する間に押し続け、離す。
ムーヴ
黄色い丸と線でできたノーツ。マーカーにボールが重なったタイミングでタッチし、外枠が一周する間に押し続け、ゴールまで移動させて離す。
スワイプ
緑色の孤型のノーツ。2つの孤が重なるタイミングに合わせ、矢印の方向に払う。
フリック
スワイプの小型版。ADVANCEDから出現する。スワイプと同じく2つの孤が重なるタイミングに合わせ、矢印の方向に払う。
同時押し
線で繋がっているマーカー。同時にタッチする。

## 楽曲
ジャンルは大きくJ-POP・ボーカロイド曲・アニメ・ゲーム・クラシック・バラエティ・オリジナルの7つに分類されている。
楽曲ごとに背景映像が用意されているが、基本的にアーティストのミュージックビデオやアニメ映像は用いられておらず、現行曲においては、一部楽曲を除く大半の楽曲で開発チームが制作した独自の映像が採用されている。
また、同社の開発する音楽ゲーム『太鼓の達人』との楽曲相互収録の企画も実現している。